# LiFE and DEATH
『LiFE and DEATH』（ライフ・アンド・デス）は、SiMの通算4枚目のアルバム（ミニアルバムとしては2枚目）。2012年5月2日に発売された。

## 概要
前作『SEEDS OF HOPE』から7ヶ月ぶりのリリース。当初は3部作の一環として、2011年6月にリリースする予定であった。
ヴィレッジヴァンガード特別仕様盤も製作され、こちらのジャケットはカネコアツシによる描き下ろしイラストが使用された。
バンド側の意向で、本作以降の作品のレンタルCD盤には歌詞カードが存在しない。
シングル・アルバム通じて初のオリコントップ10入りを果たした。

## 収録曲
全曲　作詞：MAH、作曲・編曲：SiM
1. Get Up, Get Up
2. Amy
  - アルバムのリード曲。
  - PVが製作されている。
3. R.P.G
4. Happy Home
5. Evolution is Solution
6. LiFE and DEATH